# Emil Schmitt (Polizist)
Emil Schmitt (* 22. Februar 1891 in Lichtenhof (Stadtteil von Nürnberg); † 4. Juli 1957 in Tiefengrün im Landkreis Hof) war ein deutscher Polizeidirektor und SS-Führer.

## Leben
Emil Schmitt absolvierte eine kaufmännische Ausbildung und war von 1908 bis Oktober 1911 als Handlungsgehilfe tätig, als er in das 1. Bayerische Chevauleger-Regiment eintrat und als Zahlmeister eingesetzt war. In der Zeit vom 20. Oktober 1916 bis zum 13. Dezember 1918 leistete er in gleicher Funktion in der bayerischen Tragtierkolonne des Alpenkorps seinen Dienst. 
Zum Jahresbeginn 1921 trat Schmitt als Verwaltungsbeamter in die bayerische Landespolizei ein, wo er in den Jahren 1935/1936 als Hauptmann bei der Landespolizei Speyer war und als Major in den Ruhestand versetzt wurde. 
Schmitt wurde in das Beamtenverhältnis berufen und am 1. Oktober 1940 zum kommissarischen Polizeidirektor der Polizeiverwaltung in Hof ernannt. Ab Oktober 1942 war er definitiv Polizeidirektor und blieb bis zu seinem Ausscheiden im April 1945 in diesem Amt. 
Er war zum 1. März 1932 in die NSDAP (Mitgliedsnummer 1.100.971) eingetreten und vom 1. März 1933 Mitglied der SS (SS-Nummer 276.743, Wiedereintritt zum 1. Juli 1936). Dort nahm er Führungspositionen ein: Führer im Stab des SS-Hauptamtes, 1936–1938 1. Verwaltungsführer des III. Sturmbanns der SS-Standarte 2 „Germania“, 1. April 1938–30. Januar 1941 Verwaltungsführer der SS-Standarte 3 „Der Führer“ (Wien), zuletzt im Rang eines SS-Obersturmbannführers. 
Zum 31. Januar 1941 schied er aus gesundheitlichen Gründen aus dem aktiven Dienst in der Waffen-SS aus. 